# Diocesi di Mactaris

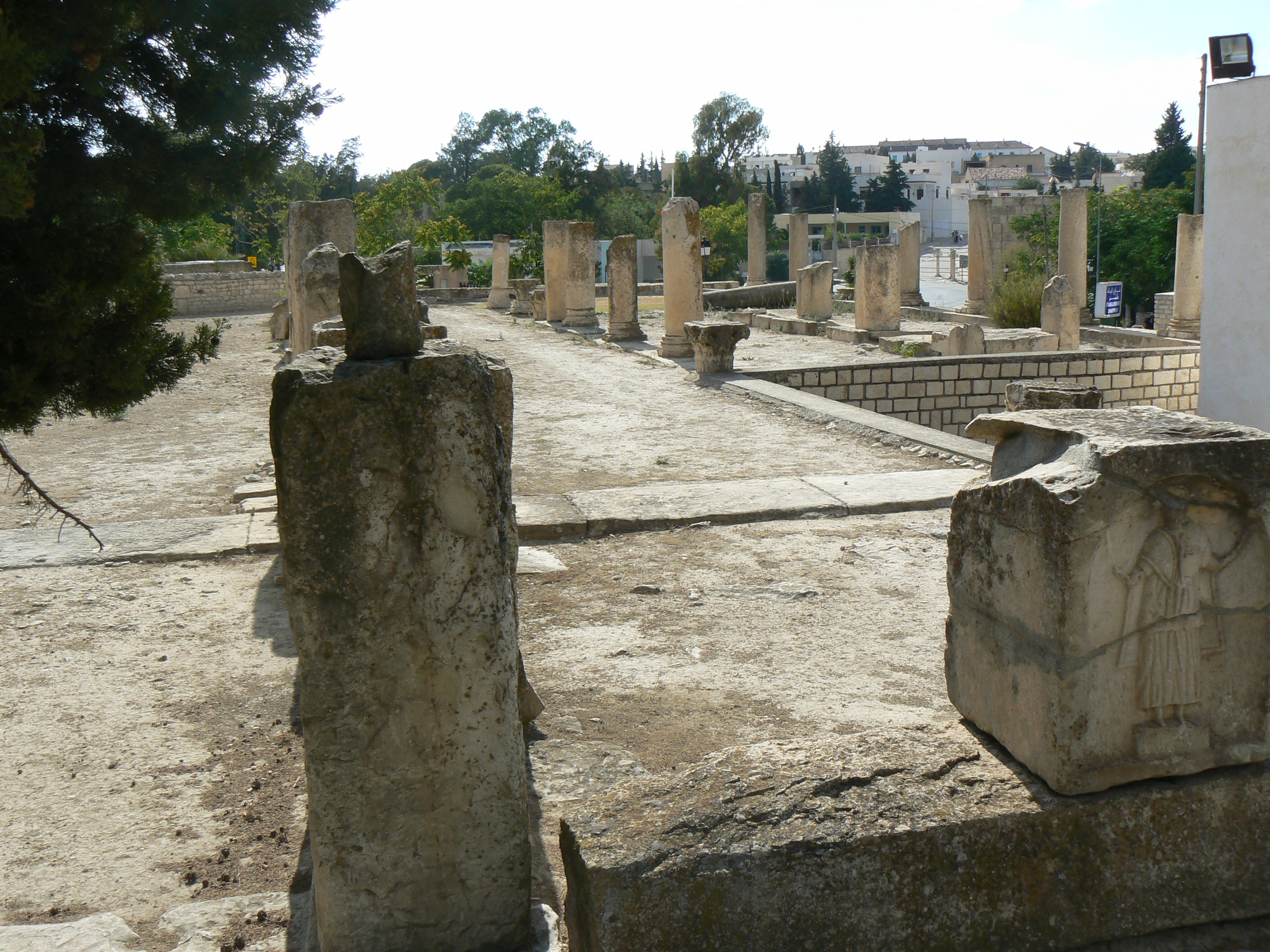
La basilica detta del vescovo Rutilio, probabile cattedrale della diocesi nel V secolo.

La diocesi di Mactaris (in latino Dioecesis Mactaritana) è una sede soppressa e sede titolare della Chiesa cattolica.

## Storia
Mactaris, identificabile con Maktar nell'odierna Tunisia, è un'antica sede episcopale della provincia romana di Bizacena. Alcuni epitaffi trovati nel sito archeologico attestano una presenza cristiana a Mactaris verso la fine del III secolo.
Sono sei i vescovi documentati di Mactaris. Marco intervenne al concilio di Cartagine convocato il 1º settembre 256 da san Cipriano per discutere della questione relativa alla validità del battesimo amministrato dagli eretici, e figura al 38º posto nelle Sententiae episcoporum.  Il donatista Comparatore intervenne alla conferenza di Cartagine del 411, che vide riuniti assieme i vescovi cattolici e donatisti dell'Africa romana; in quell'occasione la sede non aveva vescovi cattolici. Adelfio figura al 25º posto nella lista dei vescovi della Bizacena convocati a Cartagine dal re vandalo Unerico nel 484; Adelfio, come tutti gli altri vescovi cattolici africani, fu condannato all'esilio. Vittore è menzionato da Cassiodoro nella sua opera Institutiones divinarum et saecularium litterarum, scritta attorno al 550, nella quale l'autore ne parla come di un suo contemporaneo.
Gli scavi archeologici, condotti in quella che gli archeologi chiamano la "basilica del vescovo Rutilio", hanno portato alla luce le tombe di due vescovi, per i quali tuttavia è difficile stabilire l'epoca di episcopato: Germano, che fu vescovo per 11 anni, e Rutilio, che governò la chiesa di Mactaris per 23 anni. André Mandouze assegna questi due vescovi, il primo al V secolo, il secondo tra V e VI secolo. La presenza delle tombe di due vescovi attesterebbe il ruolo di cattedrale diocesana svolto da questa basilica, almeno nel V secolo.
Dal XVI secolo Mactaris è annoverata tra le sedi vescovili titolari della Chiesa cattolica; dal 23 febbraio 1996 il vescovo titolare è Pedro Dulay Arigo, già vicario apostolico di Puerto Princesa.

## Cronotassi

### Vescovi
- Marco † (menzionato nel 256)
  - Comparatore † (menzionato nel 411) (vescovo donatista)
- Adelfio † (menzionato nel 484)
- Germano † (V secolo)[8]
- Rutilio † (V/VI secolo)[9]
- Vittore † (menzionato nel 550 circa)

### Vescovi titolari
- Francisco Cisneros y Mendoza † (12 giugno 1702 - 1724 deceduto)
- Franciszek Antoni Szembek † (12 giugno 1724 - agosto 1728 deceduto)
- Maciej Aleksander Sołtyk † (7 febbraio 1729 - 8 dicembre 1749 deceduto)
- Franz Xaver von Adelmann von Adelmannsfelden † (25 maggio 1750 - 17 ottobre 1787 deceduto)
- Petrus Le Labousse † (16 febbraio 1802 - 1811 deceduto)
- Manuel Prat Pujoldevall, O.P. † (27 gennaio 1916 - 11 aprile 1946 nominato vescovo di Xiamen)
- Francis Wang Tse-pu (Uamcepu) † (3 luglio 1947 - 1959 deceduto)
- François-Emile-Marie Cléret de Langavant, C.S.Sp. † (21 ottobre 1960 - 21 luglio 1971 dimesso)
- Joseph Francis Maguire † (1º dicembre 1971 - 15 ottobre 1977 succeduto vescovo di Springfield)
- Norbert Mary Leonard James Dorsey, C.P. † (10 gennaio 1986 - 20 marzo 1990 nominato vescovo di Orlando)
- Robert William Muench (8 maggio 1990 - 5 gennaio 1996 nominato vescovo di Covington)
- Pedro Dulay Arigo, dal 23 febbraio 1996